# Gera (rzeka)
Gera – rzeka niemiecka, płynie w pełni w granicach kraju, prawy dopływ Unstruty w kraju związkowym Turyngia.

## Geografia
Gera początek swój bierze u źródeł dwóch strumieni Gera Dzika (niem.Wilde Gera) i Gera Oswojona (niem.Zahme Gera), które łączą się w Gerę w miejscowości Plaue. Przepływa poprzez rzeki Unstrutę (niem.Unstrut), Soławę (niem.Saale), Łabę (niem.Elbe) do Morza Północnego.
Płynie przez miasta: Dosdorf, Siegelbach, Erfurt, Arnstadt, Plaue, Gebesee i gminy: Gräfenroda, Geraberg, Ichtershausen, Elxleben.
Gera płynie głównie w kierunku północnym przez Plaue, Dosdorf i Siegelbach do Arnstadt. Ta część doliny nazywa Plauescher Grund. Wcina się głęboko w wapień. Po prawej wznoszą się góry Czyste 300 metrów nad doliną rzeki, po lewej znajduje się płyta Gosseler, która znajduje się około 200 metrów nad doliną rzeki. Za Plaue łożysko rzeki przebija się przez wapienie i wpływa na piaskowiec. Wraz z dopływającym po prawej strumieniem Bettelbach osiąga zatokę znajdującą się blisko Paulinzellaer Vorland. W końcu wychodzi z płyty Ohrdrufer bezpośrednio przez wąską gardziel powyżej Arnstadt, gdzie przechodzi w dolinę Gery o znacznie szerszych i bardziej płaskich stokach po obu stronach. W Arnstadt koryto rzeki zostało najbardziej jak to możliwe wyprostowane, gdzie zabiera ze sobą dopływ potok Wilde Weiße. Przez następne 12 km formułuje dolinę Jonastal, a dalej osiąga Rudisleben, w którego płaskim otoczeniu już nie tworzy rzecznej doliny. Następnie przepływając przez Ichtershausen łączy się z dopływem Wipra. W Molsdorfie połączywszy się z rzeką Apfelstädt dopływa do Erfurtu.
W Brühl Gera dzieli się na dwa ramiona: Bergstrom oraz Walkstrom, które się na Starym Mieście Erfurtu łączą w Breitstrom zwany także i ponownie Dziką Gerą. Ramiona te miały duże znaczenie gospodarcze zasilając energetycznie liczne młyny.
Gera przepływając kolejno przez miejscowości Elxleben, Walschleben, Andisleben, Ringleben i miasto Gebesee w powiecie Sömmerda. Tuż za Gebesee wpływa Gera do Unstruty. Pomimo że w tym miejscu wody Gery osiągają średni przepływ 6,6 m³/s, główny nurt wnosi do Unstruty tylko 4,6 m³/s. Resztę wód przechodzi przez skomplikowany system rzeczny Unstruty.

## Gospodarka
Obecnie rzeka Gera nie ma znaczącego zastosowania gospodarczego. Historycznie wykorzystywana była do zasilania młynów i jako fosa przed murami obronnymi.